# Carson, North Dakota
Carson är administrativ huvudort i Grant County i North Dakota. Enligt 2010 års folkräkning hade Carson 293 invånare.